# تورگلوو ام زه
تورگلوو ام زه (به آلمانی: Torgelow am See) یک شهر در آلمان است که در مکلنبورگیشه زنپلاته واقع شده‌است. تورگلوو ام زه ۴۵۲ نفر جمعیت دارد.